# Walid El Karti
Walid El Karti (Khouribga, 23 luglio 1994) è un calciatore marocchino, centrocampista del Pyramids.

## Statistiche

### Cronologia presenze e reti in nazionale
| Cronologia completa delle presenze e delle reti in nazionale ― Marocco | Cronologia completa delle presenze e delle reti in nazionale ― Marocco | Cronologia completa delle presenze e delle reti in nazionale ― Marocco | Cronologia completa delle presenze e delle reti in nazionale ― Marocco | Cronologia completa delle presenze e delle reti in nazionale ― Marocco | Cronologia completa delle presenze e delle reti in nazionale ― Marocco | Cronologia completa delle presenze e delle reti in nazionale ― Marocco | Cronologia completa delle presenze e delle reti in nazionale ― Marocco |
| Data                                                                   | Città                                                                  | In casa                                                                | Risultato                                                              | Ospiti                                                                 | Competizione                                                           | Reti                                                                   | Note                                                                   |
| ---------------------------------------------------------------------- | ---------------------------------------------------------------------- | ---------------------------------------------------------------------- | ---------------------------------------------------------------------- | ---------------------------------------------------------------------- | ---------------------------------------------------------------------- | ---------------------------------------------------------------------- | ---------------------------------------------------------------------- |
| 12-1-2014                                                              | Città del Capo                                                         | Zimbabwe                                                               | 0 – 0                                                                  | Marocco                                                                | Campionato delle Nazioni Africane 2014                                 | -                                                                      | 75’                                                                    |
| 13-8-2017                                                              | Alessandria d'Egitto                                                   | Egitto                                                                 | 1 – 1                                                                  | Marocco                                                                | Qual. Campionato delle Nazioni Africane 2018                           | -                                                                      | 64’                                                                    |
| 18-8-2017                                                              | Rabat                                                                  | Marocco                                                                | 3 – 1                                                                  | Egitto                                                                 | Qual. Campionato delle Nazioni Africane 2018                           | -                                                                      | 62’                                                                    |
| 13-1-2018                                                              | Casablanca                                                             | Marocco                                                                | 4 – 0                                                                  | Mauritania                                                             | Campionato delle Nazioni Africane 2018                                 | -                                                                      | 82’                                                                    |
| 17-1-2018                                                              | Casablanca                                                             | Marocco                                                                | 3 – 1                                                                  | Guinea                                                                 | Campionato delle Nazioni Africane 2018                                 | -                                                                      | 18’ 58’                                                                |
| 21-1-2018                                                              | Casablanca                                                             | Marocco                                                                | 0 – 0                                                                  | Sudan                                                                  | Campionato delle Nazioni Africane 2018                                 | -                                                                      | 84’                                                                    |
| 27-1-2018                                                              | Casablanca                                                             | Marocco                                                                | 2 – 0                                                                  | Namibia                                                                | Campionato delle Nazioni Africane 2018                                 | -                                                                      |                                                                        |
| 31-1-2018                                                              | Casablanca                                                             | Marocco                                                                | 3 – 1 dts                                                              | Libia                                                                  | Campionato delle Nazioni Africane 2018                                 | 1                                                                      |                                                                        |
| 4-2-2018                                                               | Casablanca                                                             | Marocco                                                                | 4 – 0                                                                  | Nigeria                                                                | Campionato delle Nazioni Africane 2018                                 | 1                                                                      |                                                                        |
| 10-9-2019                                                              | Marrakech                                                              | Marocco                                                                | 1 – 0                                                                  | Niger                                                                  | Amichevole                                                             | 1                                                                      |                                                                        |
| 21-9-2019                                                              | Blida                                                                  | Algeria                                                                | 0 – 0                                                                  | Marocco                                                                | Qual. Campionato delle Nazioni Africane 2020                           | -                                                                      | 87’                                                                    |
| 11-10-2019                                                             | Oujda                                                                  | Marocco                                                                | 1 – 1                                                                  | Libia                                                                  | Amichevole                                                             | -                                                                      | 82’                                                                    |
| 19-10-2019                                                             | Berkane                                                                | Marocco                                                                | 3 – 0                                                                  | Algeria                                                                | Qual. Campionato delle Nazioni Africane 2020                           | -                                                                      |                                                                        |
| 18-1-2021                                                              | Douala                                                                 | Marocco                                                                | 1 – 0                                                                  | Togo                                                                   | Campionato delle Nazioni Africane 2020 - 1º turno                      | -                                                                      |                                                                        |
| 22-1-2021                                                              | Douala                                                                 | Marocco                                                                | 0 – 0                                                                  | Ruanda                                                                 | Campionato delle Nazioni Africane 2020 - 1º turno                      | -                                                                      |                                                                        |
| 31-1-2021                                                              | Douala                                                                 | Marocco                                                                | 3 – 1                                                                  | Zambia                                                                 | Campionato delle Nazioni Africane 2020 - Quarti di finale              | -                                                                      | 61’                                                                    |
| 3-2-2021                                                               | Limbé                                                                  | Camerun                                                                | 0 – 4                                                                  | Marocco                                                                | Campionato delle Nazioni Africane 2020 - Semifinale                    | -                                                                      | 77’                                                                    |
| 7-2-2021                                                               | Yaoundé                                                                | Mali                                                                   | 0 – 2                                                                  | Marocco                                                                | Campionato delle Nazioni Africane 2020 - Finale                        | -                                                                      | 90+5’                                                                  |
| 1-12-2021                                                              | Al Wakrah                                                              | Marocco                                                                | 4 – 0                                                                  | Palestina                                                              | Coppa araba FIFA 2021 - 1º turno                                       | -                                                                      | 76’                                                                    |
| 4-12-2021                                                              | Ar Rayyan                                                              | Giordania                                                              | 0 – 4                                                                  | Marocco                                                                | Coppa araba FIFA 2021 - 1º turno                                       | -                                                                      | 73’                                                                    |
| 12-12-2021                                                             | Doha                                                                   | Marocco                                                                | 2 – 2 dts (5 – 7 dtr)                                                  | Algeria                                                                | Coppa araba FIFA 2021 - Quarti di finale                               | -                                                                      | 100’                                                                   |
| Totale                                                                 |                                                                        | Presenze                                                               | 21                                                                     |                                                                        | Reti                                                                   | 3                                                                      |                                                                        |

## Palmarès

### Club

#### Competizioni nazionali
- Campionato marocchino: 2

Wydad Casablanca: 2018-2019, 2020-2021
- Coppa d'Egitto: 1

Pyramids: 2023-2024

#### Competizioni internazionali
- CAF Champions League: 2

Wydad Casablanca: 2017
Pyramids: 2024-2025
- Supercoppa d'Africa: 1

Wydad Casablanca: 2018

### Individuale
- Miglior giocatore del Torneo di Tolone: 1

2015